# Awoingt
Awoingt is een gemeente in het Franse Noorderdepartement (Frans: département du Nord) (regio Hauts-de-France). De plaats maakt deel uit van het arrondissement Cambrai. Awoingt telde op 1 januari 2022 773 inwoners.

## Geografie
De oppervlakte van Awoingt bedroeg op 1 januari 2022 6,31 vierkante kilometer; de bevolkingsdichtheid was toen 122,5 inwoners per km².

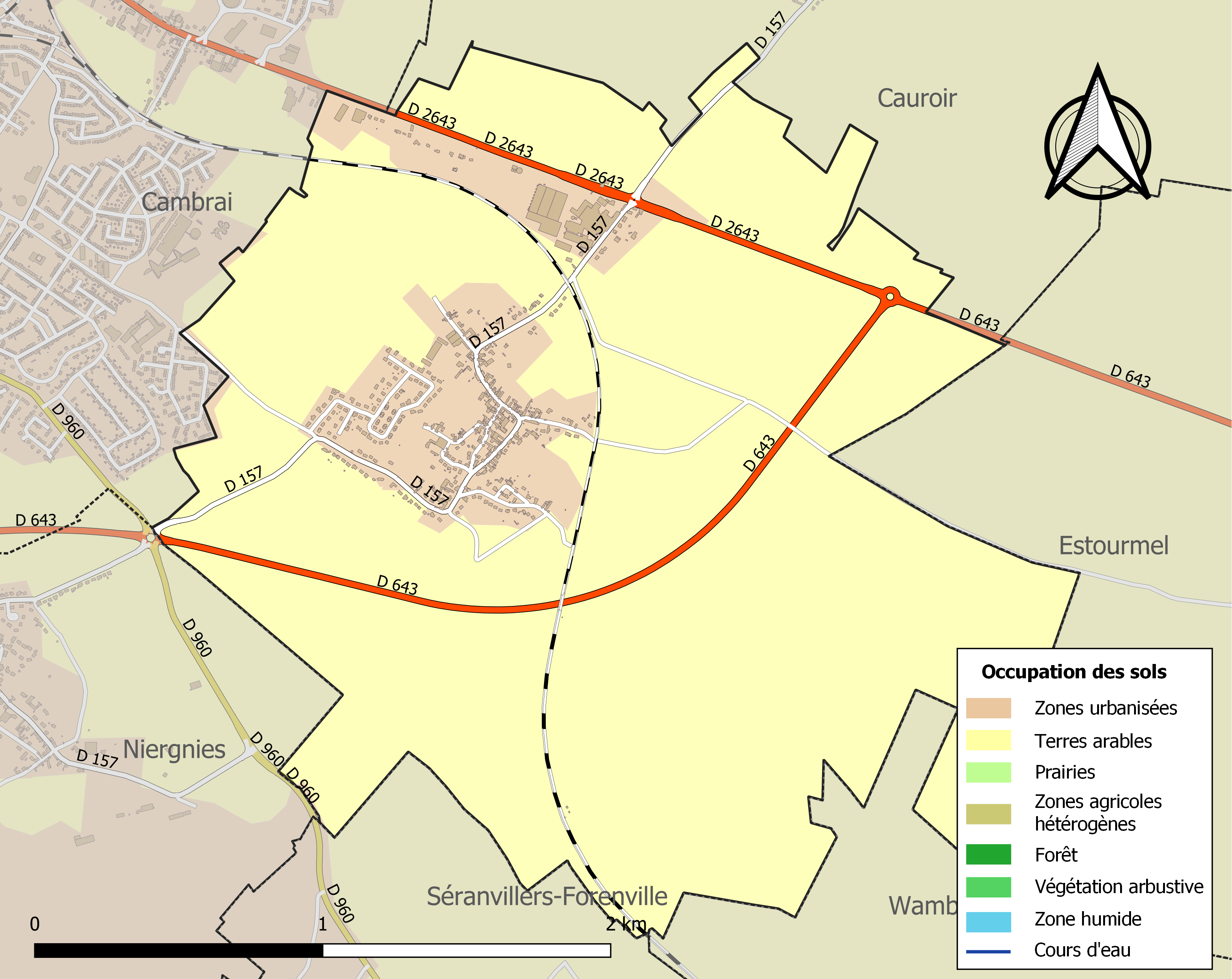
Kaart van de gemeente met belangrijkste infrastructuur, bodemgebruik en omliggende gemeenten

## Demografie
Onderstaande figuur toont het verloop van het inwonertal (bron: INSEE-tellingen).